# 야시로정 (효고현)
야시로정(社町)은 효고현 중앙부에 있던 정으로, 가토군에 속했다.

## 지리
효고현 중남부에 위치해 있었다. 기타하리마의 주요 관공서 및 법원 등이 위치하고 있으며, 효고교육대학교 등 교육기관이 밀집한 도시였다.

## 역사
- 1889년 4월 1일 - 정촌제 시행에 의해 이전의 정역에 해당하는 야시로촌이 성립하였다.
- 1912년 6월 1일 - 정으로 승격해 야시로정이 되었다.
- 1955년 5월 11일 - 후쿠다촌, 요네다촌, 가미후쿠다촌, 가모가와촌과 합병해, 새로운 야시로정이 성립하였다.
- 2006년 3월 20일 - 다키노정, 도조정과 합병해 가토시가 성립하였다. 동일 야시로정은 폐지되었다.

## 교통

### 도로
- 주고쿠 자동차도
- 국도 제175호선 (일본)(일본어판)
- 국도 제372호선 (일본)(일본어판)